# Kozo Hosokawa
Kozo Hosokawa (細川 浩三 Hosokawa Kozo?), född 3 augusti 1971 i Kyoto prefektur, är en japansk tidigare fotbollsspelare.
Hosokawa började sin karriär 1994 i Kyoto Purple Sanga. Han avslutade karriären 1996.